# Shireen Abu Akleh
Shireen Abu Akleh (àrab: شيرين أبو عاقلة, Xīrīn Abū ʿĀqla) (Jerusalem, 3 d'abril de 1971 - Jenin, 11 de maig de 2022) fou una periodista palestina. Va treballar com a reportera per a Al Jazeera durant 25 anys, fins que va morir pel tret d'un soldat de l'exèrcit israelià mentre reportava una incursió militar de les Forces de Defensa d'Israel a Jenin, tercera ciutat més important de Palestina.

## Biografia
Abu Akleh va néixer el 1971 a Jerusalem al si d'una família cristiana de Betlem. Va estudiar a l'institut de Beit Hanina, i posteriorment es va matricular a la Universitat Jordana de Ciència i Tecnologia per estudiar arquitectura. Va continuar els estudis a la Universitat de Yarmouk, també a Jordània, on va obtenir un títol en periodisme. Després de graduar-se, va tornar a Palestina.

## Carrera
Abu Akleh va treballar com a periodista per a Ràdio Montecarlo i per a la Voice of Palestine. A més va treballar pel UNRWA, Amman Satellite Channel i pel MIFTAH. El 1997, va començar a treballar com a periodista al canal de televisió Al Jazeera i va esdevenir una de les cares conegudes del canal en llengua àrab. Va viure i va treballar a Jerusalem Est, on cobria tots els successos relacionats amb Palestina, incloent-hi la Segona Intifada, i també la política israeliana. Abu Akleh va exercir la seva professió a Al Jazeera fins que va ser assassinada per les forces israelianes el 2022.

## Mort
L'11 de maig de 2022, el Ministeri de Salut palestí va anunciar que les Forces de Defensa d'Israel (IDF) havien disparat i mort Abu Akleh durant una batuda a Jenin. La periodista rebé aleshores un tret al cap i fou transportada a l'Hospital Ibn Sina, on es va confirmar la seva mort. Tenia 51 anys. En el mateix atac, un altre periodista, Ali Asmoadi, va rebre un tret a l'esquena però va sobreviure; i altres dos hòmens palestins van ser transportats a un hospital a causa de ferides lleus.
Haaretz va informar que els militants palestins havien disparat a les IDF, i per aquest motiu aquests havien obert foc; però Al Jazeera va informar que, segons Walid Al-Omari, el cap de departament de la cadena a Ramal·lah, allà no hi havia tiradors palestins. Al-Omari també va fer constar que Abu Akleh duia un casc i li van disparar a una àrea desprotegida del cap, fet que suggereix que es tractava d'un acte intencionat. En el vídeo del tiroteig es veu clarament que Abu Akleh duia una armilla on es pot llegir la paraula press ('premsa', en anglès).
El 5 de setembre de 2022, l'exèrcit israelià va admetre que hi havia una «alta possibilitat» que hagués matat Abu Akleh per error.